# Manuela Schwesig
Manuela Schwesig (Frankfurt del Oder, 23 de mayo de 1974) es una política alemana del Partido Socialdemócrata (SPD). Desde el 4 de julio de 2017 ejerce de ministra-presidenta de Mecklemburgo-Pomerania Occidental. Anteriormente fue ministra federal de Familia, Tercera Edad, Mujeres y Juventud de 2013 a 2017.

## Biografía

### Formación y primeros años
Creció en Seelow, cerca de su ciudad natal. En 1992, completó sus estudios secundarios en el Gymnasium auf den Seelower Höhen. Posteriormente, se formó como funcionaria de carrera en administración tributaria en la Fachhochschule für Finanzen de Königs Wusterhausen, en el estado de Brandeburgo. Antes de iniciar su carrera política, trabajó como inspectora de impuestos.

### Carrera política
Schwesig se unió al SPD en 2003. Entre 2004 y 2008, fue miembro del Ayuntamiento de Schwerin. En octubre de 2008, fue nombrada ministra de Salud y Asuntos Sociales de Mecklemburgo-Pomerania Occidental, y en 2011 asumió como ministra de Trabajo, Igualdad y Asuntos Sociales en el mismo estado.
En diciembre de 2013, fue designada ministra federal de Familia, Tercera Edad, Mujeres y Juventud en el tercer gabinete de la canciller Angela Merkel, convirtiéndose en la ministra más joven del gabinete en ese momento.
El 30 de mayo de 2017, anunció su intención de suceder a Erwin Sellering como ministra-presidenta de Mecklemburgo-Pomerania Occidental. Tras su renuncia al cargo federal el 2 de junio, fue elegida ministra-presidenta el 4 de julio de 2017.
En 2021, se enfrentó a sus primeras elecciones estatales dirigiendo el ejecutivo estatal. Gracias a su gran popularidad en el estado, derivada de su gestión durante la pandemia de COVID-19, obtuvo los mejores resultados de la historia para los socialdemócratas en Mecklemburgo-Pomerania Occidental, logrando el 39.6% de los votos y superando por más de 20 puntos porcentuales a la formación que quedó en segundo lugar en número de votos.
Tras las elecciones, Schwesig tenía tres opciones para formar un gobierno de coalición. A pesar de sus buenos resultados, no consiguió la mayoría absoluta, por lo que necesitaba una alianza con una o dos formaciones para alcanzar una mayoría en el parlamento. Las opciones eran varias: la primera era una coalición continuista con los conservadores de la CDU, la segunda una coalición de izquierdas con los post-socialistas de La Izquierda, y la última posibilidad era una coalición "semáforo" con Los Verdes y los Liberales, siguiendo el modelo utilizado a nivel federal por el canciller socialdemócrata Olaf Scholz. Finalmente, los miembros del SPD decidieron formar una coalición con La Izquierda, rompiendo así la coalición con los democristianos que habían mantenido desde 2006.
Schwesig fue elegida el 15 de noviembre con 41 votos a favor, 35 en contra y tres abstenciones.
Entre el 1 de noviembre de 2023 y el 31 de octubre de 2024, ejerció como presidenta del Bundesrat, la cámara alta del Parlamento alemán. Desde octubre de 2024 fue vicepresidenta del Bundesrat cargo que ejercerá hasta octubre de 2026.

## Posiciones políticas
Schwesig es considerada parte del ala centroizquierdista del SPD. Su liderazgo marcó un giro en la política de coaliciones en Mecklemburgo-Pomerania Occidental al finalizar 15 años de cooperación con los conservadores de la CDU. Además, ha promovido iniciativas de estímulo económico basadas en la inversión estatal.
Durante su paso por el Ministerio Federal de Familia, Tercera Edad, Mujer y Juventud, también fue una crítica firme de las políticas implementadas durante el segundo gobierno de Angela Merkel, en particular de la labor de la entonces ministra Ursula von der Leyen.

## Controversias
Durante su mandato como ministra-presidenta, Schwesig apoyó firmemente el proyecto del gasoducto Nord Stream 2. Su gobierno estableció una fundación destinada a facilitar la finalización del proyecto, lo que generó críticas por presunta colaboración con intereses rusos. Tras la invasión rusa de Ucrania en 2022, el proyecto fue cancelado, y Schwesig enfrentó cuestionamientos por su gestión y por supuestas modificaciones en informes relacionados con la fundación vinculada al gasoducto.

## Vida privada
Está casada y tiene dos hijos. En septiembre de 2019, anunció que le habían diagnosticado cáncer de mama, motivo por el cual renunció a sus cargos en la dirección federal del SPD. En mayo de 2020, comunicó que había superado la enfermedad.